# Stefan Leković
Stefan Leković (in serbo Стефан Лековић?; Belgrado, 9 gennaio 2004) è un calciatore serbo, difensore della Stella Rossa.

## Caratteristiche tecniche
Di ruolo difensore centrale, è forte fisicamente e abile nel gioco aereo.

## Carriera

### Club
È cresciuto nel settore giovanile della Stella Rossa, e nel gennaio del 2022 è stato ceduto in prestito al Grafičar Belgrado. Ha debuttato il 25 febbraio seguente nell'incontro di Prva Liga Srbija pareggiato 0-0 contro il Javor Ivanjica. A fine stagione è rientrato alla Stella Rossa che lo ha mantenuto in rosa per la stagione 2022-2023. Il 28 maggio 2023 ha segnato il suo primo gol in carriera nell'incontro di Superliga pareggiato 2-2 contro il Novi Pazar.
Il 1º settembre 2023 è stato ceduto in prestito al Villarreal, che lo ha assegnato alla propria seconda squadra. Divenuto da subito titolare, ad inizio 2024 ha iniziato ad allenarsi col gruppo della prima squadra e l'8 gennaio ha debuttato nell'incontro di Coppa del Re perso ai rigori contro l'Unionistas. Il 3 marzo seguente ha debuttato anche in Primera División contro il Granada. A fine stagione non è stato riscattato ed è rientrato in Serbia.
Il 17 gennaio 2025 è passato in prestito con diritto di riscatto al Monza. Dieci giorni dopo espordisce con i brianzoli nella trasferta in casa del Genoa, persa per 0-2, rilevando Danilo D'Ambrosio al minuto 74. Il 1° febbraio è protagonista della sfortunata autorete che sancisce la sconfitta interna dei brianzoli contro l'Hellas Verona.

### Nazionale
Ha giocato nelle nazionali giovanili serbe Under-16, Under-17, Under-18, Under-19 ed Under-21.

## Statistiche

### Presenze e reti nei club
Statistiche aggiornate al 18 maggio 2025.
| Stagione            | Squadra             | Campionato          | Campionato | Campionato | Coppe nazionali | Coppe nazionali | Coppe nazionali | Coppe continentali | Coppe continentali | Coppe continentali | Altre coppe | Altre coppe | Altre coppe | Totale | Totale |
| Stagione            | Squadra             | Comp                | Pres       | Reti       | Comp            | Pres            | Reti            | Comp               | Pres               | Reti               | Comp        | Pres        | Reti        | Pres   | Reti   |
| ------------------- | ------------------- | ------------------- | ---------- | ---------- | --------------- | --------------- | --------------- | ------------------ | ------------------ | ------------------ | ----------- | ----------- | ----------- | ------ | ------ |
| gen.-giu. 2022      | Grafičar Belgrado   | 1L                  | 16         | 0          | CS              | 0               | 0               | -                  | -                  | -                  | -           | -           | -           | 16     | 0      |
| 2022-2023           | Stella Rossa        | SL                  | 12         | 1          | CS              | 1               | 0               | UCL+UEL            | 0                  | 0                  | -           | -           | -           | 13     | 1      |
| 2023-2024           | Villarreal B        | SD                  | 29         | 3          | -               | -               | -               | -                  | -                  | -                  | -           | -           | -           | 29     | 3      |
| 2023-2024           | Villarreal          | PD                  | 1          | 0          | CR              | 1               | 0               | -                  | -                  | -                  | -           | -           | -           | 2      | 0      |
| 2024-gen. 2025      | Stella Rossa        | SL                  | 9          | 1          | CS              | 0               | 0               | UCL                | 0                  | 0                  | -           | -           | -           | 9      | 1      |
| Totale Stella Rossa | Totale Stella Rossa | Totale Stella Rossa | 21         | 2          |                 | 1               | 0               |                    | 0                  | 0                  |             | -           | -           | 22     | 2      |
| gen.-giu. 2025      | Monza               | A                   | 7          | 0          | CI              | 0               | 0               | -                  | -                  | -                  | -           | -           | -           | 7      | 0      |
| Totale carriera     | Totale carriera     | Totale carriera     | 74         | 5          |                 | 2               | 0               |                    | 0                  | 0                  |             | -           | -           | 76     | 5      |

## Palmarès

### Club

#### Competizioni nazionali
- Campionato serbo: 1

Stella Rossa: 2022-2023
- Coppa di Serbia: 1

Stella Rossa: 2022-2023